# Kastell Namara
Das Kastell Namara oder Nemara  (altgriechisch Ναμαρά) war ein kleiner vorgeschobener römischer Militärstützpunkt der Grenzschutztruppen am äußersten östlichen Rand der Basaltwüste des Hauran im Süden Syriens, Gouvernement Rif Dimaschq. Die einsam gelegene, bereits im 19. Jahrhundert bekannt gewordene Fundstätte birgt neben dieser Fortifikation auch etliche andere, meist noch nicht datierbare Befunde aus mehreren Jahrhunderten. Bekannt wurde der Ort für die Fachwelt insbesondere auch aufgrund seiner von Einheimischen hinterlassenen römerzeitlichen Inschriften. Das während des Prinzipats errichtete Kastell befindet sich auf einem saisonal umflutetem inselartigem Basalthügel zwischen zwei dort zusammentreffenden Trockentälern.

## Lage
Die von Südwesten kommenden Wadis al-Sham und al-Gharz sind in dieser Region die beiden großen saisonal gefluteten Trockentäler die von den Osthänge der prähistorischen vulkanischen Region des Jebel el-Druze kommend, hierher entwässern. Die durch den basaltischen Vulkanismus entstandene mächtigen Lavafelder hinterließen im weiten Umfeld des Jebel eine ausgeprägte Basaltwüste, die sich durch den südsyrischen Hauran bis nach Jordanien hinzieht. Zu den beiden Wadis gesellen sich zahlreiche kleinere Trockentäler, die sich in nordöstlicher Richtung durch die Basaltwüste des bis zur fruchtbare Schwemmlandoase von Ruhba, einem großen Gebiet mit Winter- und Frühjahrsweiden, erstrecken. Al-Namara liegt an einer Stelle, an der sich das Wadi al-Sham mit einem kleineren, von Süden her einmündenden Wadi verbindet. Die von den beiden Wadis durch fluviatile Erosion gestalteten Schluchten breiten sich im Mündungsbereich an der Fundstelle zu einem kleinen Becken aus, das von hochragenden Böschungen umrahmt wird und etwa 800 Meter in Ost-West-Richtung und 400 Meter in Nord-Süd-Richtung misst. In der Mitte des Beckens erhebt sich eine saisonal von Wasser umspülte, 616 Meter hoch gelegenen Basaltinsel, auf der das Kleinkastell errichtet wurde. Der längliche, plateauartige Hügel, den diese Insel bildet, orientiert sich ungefähr von Südwesten nach Nordosten und weist zu allen Seiten hin recht steile Flanken auf.
Von der Insel aus stromabwärts fließen die beiden vereinigten Wadis nach Norden in eine breite Ebene, die sich in Nord-Süd-Richtung über 10 Kilometer und in Ost-West-Richtung über 0,5 bis 2 Kilometer erstreckt. Diese Ebene ist als Ishbikket en-Namāra bekannt, ein Name, der auf ein Netz von Brunnen und anderen Wasserquellen hinweist. Im Osten der Ebene wurde zu Beginn der 1990er Jahre mit dem Bau eines Staudamms begonnen. Hinter dessen Staustufe nimmt das Wadi seinen weiteren Lauf in nordöstliche Richtung, bis es in die nicht weit entfernte Schwemmlandebene der Ruhba mündet. Um Al-Namara muss das Wadi al-Sham schon immer äußerst fruchtbar gewesen sein. Es gibt zahlreiche Wadiabschnitte, in denen das während der Winterniederschläge einströmende Wasser über Monate, teils offenbar auch über das ganze Jahr hinweg, durch den undurchlässigen Basaltboden Bestand hat. An einigen Stellen leben Fische in den Tümpeln und Weihern, die sowohl von Vögeln, als auch von Beduinen geangelt werden. In den Zeiten vor der Errichtung des Staudamms ergossen sich die Fluten durch zahlreiche Mäander in die weite Ebene von Ishbikket en-Namara. Auch in diesen Zuflüssen stand das Wasser noch, nachdem die Hochflut ihre Kraft verloren hatte. Im Abschnitt nördlich der Staustufe gibt es zudem eine Reihe von Wasserstellen. Al-Namara wurde aufgrund seiner guten topographischen Lage von Alters her zu einem beliebten Lagerplatz der Nomaden und konnte mit relativ geringem Einsatz für eine kleine Bevölkerungszahl bewohnbar gemacht werden.
Die nächstgelegenen Kastelle entlang der eigentlichen römischen Reichsgrenze im Westen waren Diyatheh und Sa’neh.

## Forschungsgeschichte
Aus safaitischen Inschriften, die von hier lagernden Beduinen als Graffiti angebracht wurden, ist bekannt, dass der Ortsname Namara mindestens seit der römischen Zeit bekannt ist. Die Nomaden huldigten dort einer Göttin mit dem Namen ’lt h-nmrt, die in ihrem Glauben den Ort bewachte. Ein Echo dieser Vorstellungen schien noch um die Mitte des 19. Jahrhunderts vorhanden gewesen zu sein als der deutsche Diplomat und Orientalist Johann Gottfried Wetzstein (1815–1905), und der britischen Reisenden Cyril C. Graham (1834–1895), als erste Europäer 1857 beziehungsweise 1858 das Castell Nemàra besuchten. Graham teilte mit, dass das mittelalterliche Mausoleum auf der Insel „zu irgendeiner fernen Zeit die Residenz einer Dame war, die den schönen Namen 'Nimreh bint en-Nimúr' (Pantherin, Tochter des Panthers) trug. Ihr Schrein war nach arabischer Art mit verschlissenen Kleidern geschmückt – denn so erweisen Muslime die Ehre, wenn ein Kleidungsstück so zerrissen ist, dass es gar nicht mehr getragen werden kann.“ Graham erwähnte außerdem, dass er am Tell en-Némareh die größte ihm bis dahin bekannte Anzahl an in den Basalt geritzten Inschriften vorgefunden habe. Der gleichfalls anwesende Wetzstein erzählte eine wesentlich profanere Überlieferung zu dem Mausoleum: „Unter einem steinernen Bogen liegt das Grab eines Heiligen (‚Weli‘), der ‚Nemâra‘ heist; die ganze rohe Festung hat davon (oder der Heilige von der Örtlichkeit) den Namen ‚Nemâra‘.“ Graham hatte das Wort Nemara mit Nimreh verwechselt oder falsch gehört. Möglicherweise angelockt durch den Hinweis auf die vielen Inschriften besuchte am 12. April 1862 der französische Althistoriker und Politiker William Henry Waddington (1826–1894) den Ort, um die römischen und griechischen Texte zu dokumentieren. Mit dabei war der altertumsbegeisterte Diplomat Melchior de Vogüé (1829–1916), der semitische Inschriften transkribierte. Eine kurze Erwähnung findet das Castell von Namara bereits im 1885 erschienenen Band 8 der Römischen Geschichte des bedeutenden deutschen Altertumswissenschaftlers Theodor Mommsen (1817–1903): Es befindet sich „einen starken Tagemarsch jenseits der Grenzen des eigentlich bewohnbaren Berglandes, inmitten der Steinwüste, aber gebietend über den einzigen, innerhalb derselben befindlichen Brunnen und die daran sich anschließenden bei der schon erwähnten Oase von Ruhbe und weiterhin am Djebel Ses; diese Besatzungen zusammen beherrschen das gesamte Vorland des Haurân.“ Der deutsche Orientalist und Amateurarchäologe Max von Oppenheim (1860–1946) fand im Sommer 1893 an dem weithin sichtbaren Hügel im Osten einige teils gut erhaltene Ziehbrunnen vor, die bis zu fünf Meter breit waren.

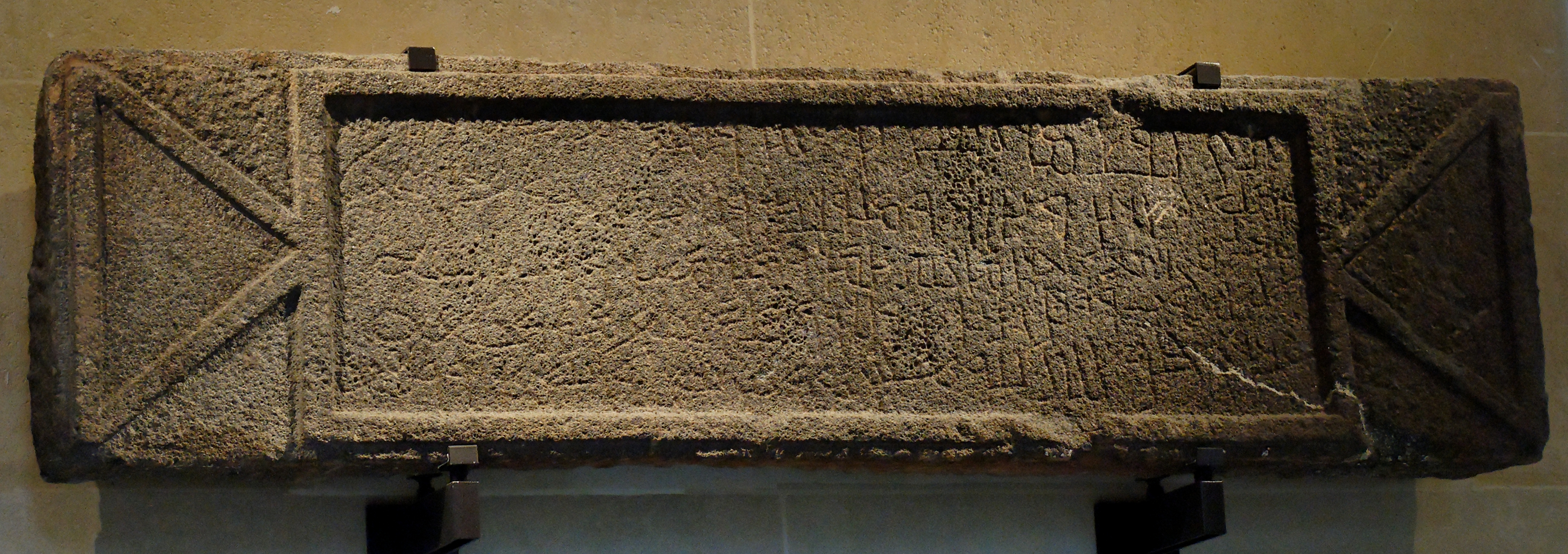
Grabinschrift des Imru al-Qais, Sohn des Amr

Am 4. April 1901 stellten der französische Altorientalist René Dussaud (1868–1958) und der orientalische Sprachexperte Frédéric Macler (1869–1938) für eine Nacht ihre Expeditionszelte in en-Nemára auf. Sie hatten während ihres kurzen Aufenthalts die Gelegenheit, das Grab des Imru al-Qais, Sohn des Amr, zu entdecken, der sich „König aller Araber“ nannte und eine in der Fachwelt weithin diskutierte Grabinschrift auf einer Tabula ansata hinterließ, die sich heute im Louvre in Paris befindet. Aufgrund einer militärischen Eskalation zwischen der osmanischen Besatzungsmacht und den Beduinen mussten die Wissenschaftler ihre anschließenden Reisepläne ändern. Im Jahr 1994 unternahm Thilo Ulbert, Leiter der Außenstelle des Deutschen Archäologischen Instituts in Damaskus, eine Expedition zum römische Kastell von Namara, der sich auch der Orientalist Irfan Shahîd (1926–2016) anschloss. Da seit den Tagen Dussauds niemand ernsthaft unmittelbar an der Grablege Imru al-Qais gearbeitet hatte, versuchte Shahid diese wiederzufinden, was ihm im Rahmen der knapp gesetzten Zeit jedoch nicht gelang.
Die intensive moderne Erforschung geht auf das Engagement des britischen Altorientalisten Michael C. A. Macdonald zurück. Aufgrund der für die Fundstätte zerstörerischen Auswirkungen, die der Bau des Staudamms durch die Entnahme fluvitialer Sedimente aus den Schotterbänken um die Insel verursachte, wurde Macdonald dazu bewogen, dem syrischen Antikendienst einen archäologischen und epigraphischen Rettungsversuch für Al-Namara vorzuschlagen. Der Antikendienst reagierte sofort, veranlasste mit dem zuständigen Ministerium die Einstellung des Schotterabbaus und stimmte der Rettungsuntersuchung zu. Für Macdonald und seine Mannschaft begannen die Arbeiten im Herbst 1996. Die archäologische Unterstützung leiteten der Syrer Hassan Hatoum und die Franzosen Frank Braemer und Jean-Claude Échallier, während Macdonald zusammen mit dem Syrer Hussein Zeinaddin die epigraphischen Funde auswertete. Der Fundplatz von Al-Namara ist wegen des Ausmaßes, der Dichte und Vielfalt der Besiedlung in und um die Stätte bemerkenswert. Dies ist in der Mitte der Basaltwüste, östlich des Jebel el-Druze ungewöhnlich. Macdonalds Projekt Namarah Rescue Survey wurde noch 1996 abgeschossen.
Die französischen Althistoriker Maurice Sartre und Annie Sartre-Fauriat, die sich auch als Epigraphikerin einen Namen gemacht hat, untersuchten während zweier Aufenthalte im April und Mai 2011 insbesondere die Inschriften.

## Baugeschichte

Das Kleinkastell mit seinem Umfeld

In seinem Geschichtswerk Res Gestae des um 395 verstorbenen Ammianus Marcellinus beschreibt dieser die spätantike Provinz Arabia. Dort gebe es „… hervorragende Möglichkeiten für Handelsbeziehungen und stark ausgebaute große und kleine Kastelle, um die Angriffe der benachbarten Stämme abzuwehren … In diesen Gemeinden befinden sich auch einige große Städte, Bostra und Gerasa sowie Philadelphia, die durch die Stärke ihrer Mauern sehr sicher sind.“ Ammianus betont mit seinen Aussagen ganz besonders, die Abhängigkeit des wirtschaftlichen Wohlstands von einem effektiven Grenzschutzsystem und zusätzliche rückwärtige Sicherungsmaßnahmen für die wichtigsten Großstädte.
Bereits Wetzstein erkannte richtig, „der Ort scheint die östlichste Station der Römer und Byzantiner in Syrien gewesen zu sein, denn 8 Stunden hinter der Harra (Steinwüste) beginnt die große syrische Steppe.“ Sartre erwähnte 2016, dass das Kleinkastell an einer antiken Straße errichtet wurde, die es ermöglichte, unmittelbar vom Jebel el-Druze über den Jebel Says nach Palmyra zu gelangen. Er maß jedoch, wie die meisten Wissenschaftler, dem Vorhandensein ständiger Wasserstellen in der Region einen wesentlich höheren Stellenwert für die Einrichtung eines Militärpostens bei, da dies nicht die einzige entsprechende Trasse war. An Schnittpunkten wie in Namara konnte die römische Armee die vom Wasser abhängigen Wanderbewegungen der Nomaden überwachen und Informationen sammeln.
Das Plateau der kleinen Insel erhebt sich rund 30 Meter über dem von den beiden Wadis gebildeten Becken. Das im südwestlichen Zwickel der Insel aus dem anstehenden Basalt errichtete Kleinkastell besitzt einen trapezförmigen Grundriss und wurde mit einer Länge von 44 Metern eingemessen. An seinem nördlichen Ende ist es 16 Meter und an seinem südlichen Ende 34 Meter breit. Insgesamt bedeckt die Fortifikation eine Fläche von rund 1300 Quadratmetern (= 0,13 Hektar) und somit ein Drittel des auf der Insel verfügbaren Areals. Die Umfassungsmauern der Anlage sind zwischen einem und 2,50 Metern stark. An der Ostseite befand sich der einzige Zugang, der in nachrömischer Zeit von dem bereits erwähnten, heute verstürztem mittelalterlichem islamischen Mausoleum zerstört und überbaut wurde. In dem Mausoleum wurden unter anderem wohl die aus Blöcken gearbeiteten steinernen Türen des Kastells sowie zwei Türstürze, darunter ein Balken mit einer unvollendeten (?) Widmung in griechischer Schrift, wiederverwendet:
Ἐπὶ Α(ὐτοκράτορος) Κ(αίσαρος) Μ(άρκου) Αὐρ(ηλίου) Ἀντωνεί-

νου ΚΟΚΩC[…]
Übersetzung: „Imperator Caesar Markus Aurelius Antoninus …“
In der südwestlichen Ecke des Kleinkastells befindet sich die Überreste von dessen einzigem, 4 × 4 Meter umfassendem quadratischem Turm. Insgesamt dürften in der Garnison wohl kaum mehr als 50 Mann Besatzung gedient haben.
Wie an vielen römerzeitlichen Fundplätzen nutzten auch hier die Beduinen den Raum in und um das Kastellareal, um ihre Toten in den Ruinen zu begraben, was die Befunde und die wissenschaftliche Arbeit beeinträchtigt. Eine nach Nordosten orientierte Umwehrung des Inselareals, die zeitlich bisher nicht zugeordnet werden kann, schließt bündig an die östliche und nördliche Wehrmauer des Kastells an. Die Archäologen um Macdonald waren sich aufgrund dieser zueinander passenden Mauerabschlüsse einig, dass die Inselumwehrung trotz weiterer fehlender Datierungsmöglichkeiten mit dem Kastell in Bezug stehen muss und beide Befunde daher der gleichen oder einer sehr ähnlichen Zeitstellung angehören müssen. Die ursprüngliche Höhe der Mauer war nicht mehr festzustellen, ihre Breite schwankte zwischen 1,50 und 2,80 Metern. Wetzstein berichtete von seiner Reise 1858, der mit „rohen Mauern“ umbaute Hügel hätten Schießscharten besessen, wobei er nicht zwischen den verschiedenen baulichen Befunden unterschied. Im Inneren sah er einige Fundamente und Säulenreste. Die Inselumwehrung besaß zwei Zugänge, einen kleinen, der sich auf einem Meter Breite nach Nordosten öffnete sowie einen zweiten, der sich im Schutz zweier 185 Meter langen, doppelt geführten linearen Begleitmauern nach Osten erstreckte. Innerhalb dieser beidseitig des Weges parallel gesetzten Mauerzüge führte eine zwischen 6,50 und 7 Meter breite Rampe abwärts zu den Wasserstellen. An ihrem oberen westlichen Endpunkt, an dem sich die beiden Mauerzüge mit der Inselumwehrung verbanden, wurden sie mit noch 1,75 Metern Höhe eingemessen. Am östlichen Ende der geschützten Rampe konnte im Bett des kleinen Wadis ein römischer Brunnen dokumentiert werden. Südöstlich der Insel befand sich ein Wasserrückhaltebecken. Ein weiteres Wasserbauprojekt betraf einen Bewässerungskanal, der mehr als 2,50 Kilometer lang verfolgt werden konnte. Im Westen und Südwesten, unterhalb der Kastellmauern, wurde zu einem ebenfalls unbekannten Zeitpunkt eine weitere Umwehrung angelegt, die sich U-förmig an ihren oberen Enden rechtwinklig mit der Inselummauerung verbindet. Im Norden wird das Kleinkastell sowie die Inselumwehrung durch eine spätere, kleine Ummauerung unbekannter Zeitstellung geschnitten.

## Militärpersonal und Einheiten
Sowohl an den nördlichen und nordöstlichen Hängen der Insel als auch an den sie umgebenden Wadis finden sich zahlreiche griechische, lateinische und safaitische Graffiti. Einige der griechischen und lateinischen Texte sind eindeutig von Soldaten verfasst worden. Doch auch die meisten anderen Inschriften sind wahrscheinlich ebenfalls militärischen Ursprungs. Einige von ihnen geben die Dörfer an, aus denen ihre Verfasser stammten. Bezeichnenderweise liegen diese alle im Hauran. Es könnte daher sein, dass diese Soldaten aufgrund ihrer lokalen geographischen, sozialen und möglicherweise sprachlichen Kenntnisse hierher abkommandiert wurden.
Der im mittelalterlichen Mausoleum sekundär genutzte Türsturz mit der unvollendeten griechischen Inschrift stammt entweder aus der Regierungszeit des Kaisers Caracalla (198–217) oder der des Elagabal (218–222) und wurde wohl aus dem römischen Kastell entfernt. An den Ufern des Wadis befinden sich außerdem zwei lateinische Graffiti, in denen die Legio III Cyrenaica erwähnt wird. Teile dieser Legion nahmen im Jahr 106 n. Chr., während der Regierungszeit des Kaisers Trajan (98–117), an der Annexion des Nabatäerreiches teil und blieben in der anschließend neugegründeten Provinz Arabia Petraea. Das Stammlager der Truppe befand sich in Bostra, doch wurde eine Vexillation nach Gerasa detachiert. Eine Inschrift aus Namara verdeutlicht, dass sich die Legion an lokale Rekruten wandte, denn dort wird wohl ein nabatäischer Kavallerist genannt:
Μεσἀµ-

αρος (?), ἱπ-

πεὺς Κυρ(ηναικῆς),

γένο[ς]

Νάβας.
Übersetzung: „Mesamaros, Reiter der Cyrenäischen (Legion), aus dem Genos der Nabas.“
„Nabas“ könnte eine beim Militär genutzte umgangssprachlich Bezeichnung für „Nabatäer“ sein. Die Inschrift bezeugt die Möglichkeit für Nabatäer, außer auf der Stufe von Hilfstruppensoldaten auch im höheren Status als equites legionis dienen zu können. Der Althistoriker und Archäologe David F. Graf ging davon aus, dass die Kavalleristen der Cyrenäischen Legion, die sich in Namara inschriftlich verewigt hatten, dort auch stationiert waren.
Drei bekannt gewordene Inschriften scheinen Proklamationen zu Ehren der Legio III Cyrenaica zu sein. Wetzstein schrieb von der folgenden Inschrift, er habe sie „tief eingegraben“ auf einer Felserhöhung im Inneren des Kastells vorgefunden:
Leg(io) III Cyr(enaica)

felic[iter invicta].
Übersetzung: „Die Legio III Cyrenaica, die vom Glück begünstigte, Unbesiegte.“
Über einer weiteren, am „Tell Némara“ gesehenen, gleichlautenden Inschrift ist ein linksstehender Löwe zu sehen:
Legio III Cyrenaica

feliciter invi(c)ta.
Die nächste Inschrift notierten Wetzstein und Sartre am nordwestlichen Abhang des Hügels, außerhalb der Ringmauer:
Leg(io) III Cy[r(enaica)]
Neben dieser Legion kopierten Wetzstein, Waddington und de Vogüé ein Graffito, das eine Akklamation an die Legio II Parthica verzeichnet. Diese Legion wurde nach ihrer Aushebung im Jahr 197 im insgesamt erfolgreichen Partherfeldzug eingesetzt und anschließend um 202 nach Italien verlegt. Während der Regierungszeit des Kaisers Macrinus (217–218) war die Legion erneut im Osten, musste aber bei ihrem Angriffskrieg gegen die Parther in Syrien empfindliche Verluste hinnehmen. Der Stationierungsort für den Winter war zu dieser Zeit Apameia am Orontes. Dort schloss sie sich dem Lager des Elagabal an und war am 8. Juni 218 für den Sieg gegen Macrinus bei Antiochia am Orontes mitverantwortlich. Für die tatkräftige Unterstützung Elagabals erhielt die Legion anschließend die Ehrentitel Antoniana und Pia Fidelis Felix Aeterna. Im Jahr 231 zog sie während der Regierungszeit des Kaisers Severus Alexander (222–235) erneut nach Mesopotamien ins Feld und nahm in den Jahren 242 bis 244 während der Regierungszeit des Kaisers Gordian III. (238–244) an dessen Sassanidenkrieg teil. Unter Kaiser Aurelian (270–275) wurde sie vermutlich um 272 in der Provinz Arabia Petraea gegen Zenobia, der Herrscherin Palmyras, eingesetzt. In der Mitte des 4. Jahrhunderts wurde die Truppe am Tigris eingesetzt und nahm 360 erfolglos an der Verteidigung von Bezabde gegen den persischen Großkönig Schapur II. teil und wurde laut Notitia dignitatum um 400 dem Dux der Provinz Mesopotamien unterstellt.
Macdonald konnte das Graffito der Legion bei seinen Untersuchungen 1996 nicht wiederfinden, dies gelang jedoch Sartre im Jahr 2011. Wetzstein notierte, diese Inschrift befinde sich nicht weit von der vorher genannten entfernt und sei absichtlich zerstört worden. Sartre bestätigte die Lage außerhalb der Befestigung sowie die Beschädigungen, wobei insbesondere die Nummer der erwähnten Kohorte nicht mehr eindeutig zu identifizieren ist:
Leg(io) II

[Parthica] Ae(terna) P(ia) F(idelis),

(centurio) coh(ortis) I [oder co(hors) III].
Übersetzung: „Die Legio II Parthica, immer pflichtbewusst und treu. Der (Centurio) der Ersten Kohorte (oder der Dritten Kohorte).“
Erwähnenswert ist auch ein griechisches Graffito, das ein Dromedar zeigt.
In der folgenden Liste wird auf weiteres Militärpersonal eingegangen, wobei nie klar wird, welcher konkreten Einheit die Soldaten angehört haben. Es wurden Inschriften ausgewählt, deren Inhalt eindeutiger gesichert ist, da viele Texte aus Namara nur in einem gestörten Zustand erhalten geblieben sind. Die erhaltenen Texte und viele Namen lassen sich insbesondere dem 2. und 3. Jahrhundert zuordnen. Das völlige Fehlen einer christlichen Symbolik, bezeugt für die Epigraphik einen offensichtliche Aufgabe dieses römischen Vorpostens im frühen 4. Jahrhundert. Sartre stellte bei seinen Untersuchungen 2011 lediglich eine einzige mögliche Kreuzdarstellung fest, die aber auch nachträglich dazugesetzt worden sein kann.
| Name                              | Rang                                  | Bemerkung |
| --------------------------------- | ------------------------------------- | --- |
| Gaianus Maximus                   | möglicherweise ein Centurio legionis  | Wird möglicherweise nochmals in einer Widmung an Iuppiter Optimus Maximus Heliopolitanus genannt. |
| Εὔνομος (Eunomos)                 | μίλης (miles)                         | Waddington schrieb, der Name wäre „auf einem Grabstein am Fuß des Berges im Osten“ gestanden. |
| Γαδδος (Gaddos)                   | δρομεδάρις (dromadarius)              | Der seit dem 19. Jahrhundert bekannte Stein befindet sich in der Nähe des Kleinkastells. Derselbe Mann ritzte seinen Namen auch in einen anderen Felsen ein. |
| Ἀλεξίωνος (Alexion)               | δρομεδάρις (dromadarius)              | Auf einem Felsen in der Nähe der nordwestlichen Ecke des Kastellhügels wurde 2011 dieser bis dahin unbekannte Text von Sartre kopiert. |
| Titus Aelius Magnus Felix         | ein Soldat mit unbekanntem Dienstgrad | Die lateinische Inschrift wurde von Vogüé kopiert und konnte bisher nicht mehr wiedergefunden werden. |
| Φλάιος Ἁδριανός (Gaius Hadrianus) | ein Soldat mit unbekanntem Dienstgrad | In einer Stützmauer, neben dem Tor zur Inselumwehrung. |
| Φλάιος Δωσίθεος (Gaius Dositheus) | ein Soldat mit unbekanntem Dienstgrad | Die Inschrift befindet sich auf einem zerbrochenen Felsen auf dem Inselhügel. Auf einer Seite stand Φλάιος Μαυνος, auf der anderen Δωσίθεος […]. Μαυνος ist ein Hapax legomenon. Sartre schlug wie Waddington vor, dass der Text möglicherweise zweispaltig gelesen werden muss und sich so die Texte Φλάιος Δωσίθεος und Μαυνος […] ergeben würden. |

## Keramik
Die während der Forschungen durch Macdonald innerhalb der Kastellmauern gesammelte Keramik stammte größtenteils aus dem 3. und 4. Jahrhundert n. Chr., was gut mit der Zeitstellung auf der oben genannten, unvollendeten griechischen Inschrift übereinstimmt, die als Spolie im Mausoleum zweckentfremdet wurde. Es gab jedoch auch einige Scherben, die auf das 1. oder 2. Jahrhundert n. Chr. datierten und so eine frühere Nutzung des Areals anzeigen könnten, von der keine architektonischen Spuren erhalten geblieben sind. Außerhalb der Fortifikation, aber innerhalb der Inselumwehrung, wurde fast ausschließlich islamisches Scherbenmaterial aufgelesen. Einige wenige konnten umayyadisch (ab 661 n. Chr.) und vielleicht frühabbasidisch (ab 750 n. Chr.) datiert werden. Vielleicht kam es im 8. Jahrhundert wie an anderen Kastellplätzen auch zu einer Neunutzung durch die islamischen Eroberer. Die restlichen keramischen Autopsie ließ sich ayyubidisch-mameluckisch einsortieren. In dem durch den amerikanischen provinzialrömischen Archäologen Samuel Thomas Parker (1950–2021) bis 2006 erarbeiteten Datierungsschema für den Limes Arabicus gehörten diese letztgenannten Scherben der Zeit ab ca. 1174 bis 1516 an.